# Baku Cup
El Torneig de Baku, conegut oficialment com a Baku Cup, és un torneig de tennis professional que es disputa anualment sobre pista dura al Baku Tennis Academy de Bakú, Azerbaidjan. Pertany als International Tournaments del circuit WTA femení.
L'edició inaugural del torneig es va disputar l'any 2011.

## Palmarès

### Individual femení
| Any  | Campiona            | Finalista          | Resultat      |
| ---- | ------------------- | ------------------ | ------------- |
| 2015 | Margarita Gasparyan | Patricia Maria Țig | 6−3, 5−7, 6−0 |
| 2014 | Elina Svitolina (2) | Bojana Jovanovski  | 6−1, 7−6(2)   |
| 2013 | Elina Svitolina     | Shahar Pe'er       | 6−4, 6−4      |
| 2012 | Bojana Jovanovski   | Julia Cohen        | 6−3, 6−1      |
| 2011 | Vera Zvonariova     | Ksenia Pervak      | 6−1, 6−4      |

### Dobles femenins
| Any  | Campiones                            | Finalistes                          | Resultat            |
| ---- | ------------------------------------ | ----------------------------------- | ------------------- |
| 2015 | Margarita Gasparyan Alexandra Panova | Vitalia Diatchenko Olga Savchuk     | 6−3, 7−5            |
| 2014 | Alexandra Panova Heather Watson      | Raluca Olaru Shahar Pe'er           | 6−2, 7−6(3)         |
| 2013 | Irina Buriatxok Oksana Kalàixnikova  | Eleni Daniïlidu Aleksandra Krunić   | 4−6, 7−6(3), [10−4] |
| 2012 | Irina Buriatxok Valeria Solovieva    | Eva Birnerová Alberta Brianti       | 6−3, 6−2            |
| 2011 | Maria Korítseva Tatsiana Putxak      | Monica Niculescu Galina Voskobóieva | 6−3, 2−6, [10−8]    |